# Kanopolis (Kansas)
Pour les articles homonymes, voir Kanopolis.
Kanopolis est une ville du comté d'Ellsworth, au Kansas (États-Unis). D'après le recensement des États-Unis de 2010, elle compte 492 habitants.
D'après le bureau du recensement des États-Unis, la ville couvre une superficie de 1,20 milles carrés (3,11 km2).

## Histoire
La localité est construite sur le site de Fort Harker, une installation de l'United States Army abritant des troupes d'infanterie et de cavalerie lors des guerres indiennes de 1867 à 1872.